# Heraclea de Síria
Heraclea de Síria (en grec antic Ἡράκλεια) era una ciutat de la costa del nord de Síria, al nord de Laodicea ad Mare, que podria correspondre a l'actual Medinet Borja.
Va tenir importància amb el comerç de sal i gra amb Xipre. A la zona s'han trobat algunes tombes a la roca, alguns taüts i peces i pilars de marbre, i una mica al nord les restes d'una muralla i d'alguns edificis en part dins la mar.